# Super Bowl XXXII
Super Bowl XXXII je bio završna utakmica 78. po redu sezone nacionalne lige američkog nogometa. U njoj su se sastali pobjednici AFC konferencije Denver Broncosi i pobjednici NFC konferencije Green Bay Packersi. Pobijedili su Broncosi rezultatom 31:24, kojima je to bio prvi osvojeni naslov.
Utakmica je odigrana na Qualcomm Stadiumu u San Diegu u Kaliforniji, kojem je to bilo drugo domaćinstvo utakmice Super Bowla (nakon Super Bowla XXII 1988. godine).

## Tijek utakmice
| Četvrtina | Vrijeme | Momčad | Informacija o promjeni rezultata                                                  | Rezultat | Rezultat |
| Četvrtina | Vrijeme | Momčad | Informacija o promjeni rezultata                                                  | Broncos  | Packers  |
| --------- | ------- | ------ | --------------------------------------------------------------------------------- | -------- | -------- |
| 1         | 10:58   | GB     | touchdown dodavanjem (Favre-Freeman), uspješan pokušaj za dodatni poen (Longwell) | 0        | 7        |
| 1         | 5:39    | DEN    | touchdown probijanjem (Davis), uspješan pokušaj za dodatni poen (Elam)            | 7        | 7        |
| 2         | 14:55   | DEN    | touchdown probijanjem (Elway), uspješan pokušaj za dodatni poen (Elam)            | 14       | 7        |
| 2         | 12:21   | DEN    | field goal (Elam)                                                                 | 17       | 7        |
| 2         | 0:12    | GB     | touchdown dodavanjem (Favre-Chmura), uspješan pokušaj za dodatni poen (Longwell)  | 17       | 14       |
| 3         | 11:59   | GB     | field goal (Longwell)                                                             | 17       | 17       |
| 3         | 0:34    | DEN    | touchdown probijanjem (Davis), uspješan pokušaj za dodatni poen (Elam)            | 24       | 17       |
| 4         | 13:32   | GB     | touchdown dodavanjem (Favre-Freeman), uspješan pokušaj za dodatni poen (Longwell) | 24       | 24       |
| 4         | 1:45    | DEN    | touchdown probijanjem (Davis), uspješan pokušaj za dodatni poen (Elam)            | 31       | 24       |

## Statistika utakmice

### Statistika po momčadima
| Statistika                                                      | Denver Broncos | Green Bay Packers |
| --------------------------------------------------------------- | -------------- | ----------------- |
| Prvih pokušaja                                                  | 21             | 21                |
| Ukupno osvojenih jardi                                          | 302            | 350               |
| Broj napada probijanjem                                         | 39             | 20                |
| Ukupno jardi osvojenih probijanjem                              | 179            | 95                |
| Broj napada s kompletiranim dodavanjem/ukupno napada dodavanjem | 12/22          | 25/42             |
| Ukupno jardi osvojenih dodavanjem                               | 123            | 255               |
| Izgubljenih lopti                                               | 2              | 3                 |
| Prekršaji (izgubljenih jardi)                                   | 7 (65)         | 9 (59)            |
| Vrijeme posjeda lopte (min:s)                                   | 32:25          | 27:35             |

### Statistika po igračima
| Quarterback      | Dodavanja* | Yds** | TD*** | Int**** |
| ---------------- | ---------- | ----- | ----- | ------- |
| John Elway (DEN) | 12/22      | 123   | 0     | 1       |
| Brett Favre (GB) | 25/42      | 256   | 3     | 1       |

Napomena: * - broj kompletiranih dodavanja/ukupno dodavanja, ** - ukupno jardi dodavanja, *** - broj touchdownova (polaganja), **** - broj izgubljenih lopti